# 贾鲁河
贾鲁河，淮河水系主要支流之一，发源于河南省新密市境内，向东北流经郑州市区西部后折向东流，流经郑州市区北部，在中牟县折向东南，经尉氏县、扶沟县和西华县三县后，在周口市流入沙颍河，全长276公里，是河南境内除黄河外最长的河流。该河得名于元朝治理黄河的名臣贾鲁。

## 历史
贾鲁河前身是战国魏惠王於公元前361年开挖的鸿沟，汉代名浪荡渠，据《水经注》载：“浪荡渠自牟（今中牟县）东流，至浚仪（今开封市西北）分为二水：南流曰沙，东流曰汴”。隋朝时通济渠开通，南北漕运以汴水为主，沙水因疏治不力而逐渐淤塞，至唐初已无法通航。五代十国时期，后周定都于汴京，为了恢复漕运，在沙水故道的基础上另疏新河，又称蔡河。北宋时期，蔡河得到进一步疏治，与汴水、金水河、五丈河并称为都城东京的“四大漕渠”。元至元二十七年（公元1290年），黄河在开封以北决口，汴水、蔡河相继淤塞，使得漕运断绝。为了疏通漕路，工部尚书贾鲁主持疏通了汴水和蔡河。明弘治年间，都御史刘大夏等人从孙家渡（今郑州市西北）引黄河水东南流，沿宋代汴水的上游，在开封接西蔡河故道，经尉氏、扶沟后接东蔡河故道，至商水汇入颍河。为纪念曾疏通汴、蔡等河的贾鲁，将此河命名为贾鲁河。明代以前船隻可逆水而上经西华和扶沟县直达朱仙镇，黄河於1841年、1843年、1868年、1887年4次决堤入贾鲁河，致使河道严重淤塞，1889年候补道李国和疏修一次，1901年黄河于杨庄后再次决堤，泥沙堵塞河道造成無法行船。1927年，河南省政府沿1843年黄河洪水冲刷之河槽改挖贾鲁河，全长42.5公里，绕過朱仙镇由开封县的仇店、肖庄入尉氏，经歇马营、芦馆、梅庄、北曹，到荣村再东南流至王寨注入贾鲁河故道。

## 水文
贾鲁河的上源较多，多在新密市北部山谷。源头分为东西两支，西支流古称京水，亦称贾峪河、孔河，源于新密市袁庄乡南弯长里沟，向东北至荥阳市境内，流经上湾、寺河两个小型水库，经张庄入郑州市中原区常庄水库，在赵坡村与东支汇流。东支流有三源，西源于新密市白寨镇杨树岗圣水峪，由圣水峪河经申河、全垌入尖岗水库；中源于二七区侯寨街道三李西的冰泉、温泉，流经三李村、全垌东入圣水峪河；东源于侯寨街道刘家沟九娘娘庙泉，流入尖岗水库，在赵坡村与西支汇流入西流湖，贾鲁河经郑州市北郊老鸦陈折向东流入中牟境，绕中牟县城东南流入尉氏县，出扶沟县经西华县至周口市西汇入颍河，全长246公里。扶沟水文站測得平均流量每秒17.09立方米，含沙量每立方米2.86公斤，年径流量5.363亿立方米。1950年後贾鲁河上游共修建有7座中型水库，28座小型水库。兩岸堤防总长131.5公里。1958年后干流上曾建拦河闸14座，70年代以后，尚保留后槽、高集、扶沟、摆渡口、阎岗、周口拦河闸，1971年从贾鲁河尖岗水库引水為鄭州市區供水，河水先由水库输水道或溢洪道入西流湖，再由柿园水厂向西流湖取水。